# أشوك بانكر
أشوك بانكر (بالإنجليزية: Ashok Banker) هو مؤلف وكاتب سيناريو وصحفي هندي، ولد في 7 فبراير 1964 في مومباي في الهند.

## وصلات خارجية
- الموقع الرسمي